# Hagana

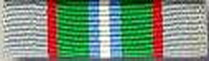
Baretka Hagany przyznawana od 1958

Hagana (hebr. ההגנה, Ha-Hagana, pol. Obrona) – żydowska organizacja paramilitarna, działająca w latach 1920–1948 w ówczesnym Mandacie Palestyny. Z początku organizacja o charakterze samoobrony, stopniowo rozszerzyła pole działania na akcje odwetowe wobec atakujących oddziałów arabskich, by przekształcić się w organizację typowo wojskową. Po II wojnie światowej organizowała nielegalną imigrację ocalonych z Holocaustu. W 1948 roku stosowała w swojej działalności również metody terrorystyczne. Po utworzeniu niepodległego państwa Izrael stała się podstawą Sił Obronnych Izraela.

## Przyczyny powstania
Bezpośrednią przyczyną powstania żydowskich paramilitarnych formacji samoobrony były nasilające się starcia społeczności arabskiej z żydowską w Palestynie. Podłożem konfliktu była nasilająca się imigracja oraz rozwój osadnictwa żydowskiego w Palestynie. Społeczność żydowska opierała się na brytyjskiej deklaracji Balfoura, w której brytyjski rząd zawarł obietnicę utworzenia w Palestynie żydowskiej siedziby narodowej. Stało się to mocnym impulsem dla ruchu syjonistycznego i rozwoju aliji. Sprzeciwiali się temu Arabowie, którzy mieli własną koncepcję uporządkowania Bliskiego Wschodu. Ich przywódcy marzyli o utworzeniu Wielkiej Syrii i rozwoju idei panarabizmu. Rozbieżność planów i narastające obustronne niezadowolenie stało się podłożem konfliktu, którego widocznym skutkiem były coraz liczniejsze napaści na żydowskie osady rolnicze oraz niszczenie upraw polnych. W lutym 1920 roku zniszczona została położona na północy osada Tel Chaj. W jej obronie zginął między innymi Josef Trumpeldor. Następnie, w dniach 4-7 kwietnia 1920 roku doszło do arabskich zamieszek w Nabi Musa w Jerozolimie, w których zginęło 6 Żydów, a 211 zostało rannych. Inicjatorem tych zajść był przyszły wielki mufti Jerozolimy Al-Hadżdż Muhammad Amin al-Husajni, na którego brytyjskie władze mandatowe wydały zaocznie wyrok dziewięciu lat więzienia. Brytyjskie władze mandatowe zachowywały przy tym daleko posuniętą wstrzemięźliwość i nie podejmowały żadnych kroków mających na celu ochronę społeczności żydowskiej, która musiała zmienić koncepcję samoobrony. Wcześniej formacje typu Ha-Szomer starały się zapewnić ochronę pojedynczych osad, teraz pojawiła się potrzeba stworzenia ogólnokrajowej formacji samoobrony. Historyk Michał Jadwiszczok napisał, że 
„można by się pokusić o stwierdzenie, iż gdyby nie postawa ludności palestyńskiej i rodzące się w związku z tym poczucie zagrożenia wśród osadników żydowskich, nie doszłoby do połączenia luźnych grup samoobrony w jedną organizację, która będzie bezpośrednią inicjatorką nowoczesnej armii. Widząc zwiększającą się presję środowiska arabskiego, przywódcy Yishuvu (żydowskiej społeczności Palestyny) postanowili utworzyć bardziej profesjonalne siły, mogące stanowić kadrę przyszłej narodowej siły zbrojnej.”

## Historia

### Utworzenie Hagany
Formalne utworzenie Hagany nastąpiło 15 czerwca 1920 roku w kibucu Kewucat Kinneret. Uroczystość odbyła się podczas konwencji wyborczej lewicowej partii politycznej Achdut ha-Awoda. Koszty związane z organizacją i działalnością tak dużej ogólnokrajowej formacji były duże i przekraczały możliwości partii politycznej, dlatego po pół roku (w grudniu) zwierzchnictwo nad Haganą przeniesiono do żydowskiej federacji związkowej Histadrut. Postanowiono, że koncepcja organizacji Hagany będzie szeroko otwarta dla wszystkich chętnych, bez względu na przynależność polityczną, wykonywany zawód, płeć lub inne czynniki. Zdefiniowano także formułę „samoobrony”, która odnosić się miała do obrony wszystkich żydowskich osiedli i miast położonych w Palestynie. Aby sprostać tak dużemu wyzwaniu zdecydowano się na wykorzystanie batalionów pracy. W ten sposób Hagana w pierwszym okresie swojego istnienia składała się ze zwyczajnych robotników i rolników, którzy po ukończeniu swoich prac pełnili dodatkową służbę w ochronie osiedli. Bardzo często chronili osiedla, w których sami mieszkali. Wykonywali pracę w polu, trzymając przy sobie broń i utrzymując ciągłą gotowość obrony. Byli to jednak ludzie nie posiadający przeszkolenia wojskowego i bardzo słabo uzbrojeni.

### Lata 20.
Począwszy od 1921 roku organizacje syjonistyczne rozpoczęły wspieranie finansowe działalności Hagany. Koordynacją działań obrony narodowej zajął się Josef Hecht, który ściśle współpracował w tym zakresie z lokalnymi komitetami. Komitety były mu podporządkowane, jednak działały w sposób niezależny, samodzielnie szkoląc swoich ludzi. Josef Hecht koordynował podział środków finansowych, zakupy uzbrojenia i jej dystrybucję w terenie. Aktywnymi w tworzeniu podwalin Hagany byli Ze’ew Żabotyński i Pinchas Rutenberg.
W maju 1921 roku doszło do arabskich zamieszek w Jafie, które w następnych dniach rozprzestrzeniły się na Petach Tikwę, Kefar Sawę, Haderę i Rechowot. W ciągu trzech dni grabieży i napaści zginęło 47 Żydów. Wydarzenia te dowiodły, że Hagana nie jest przygotowana do wypełniania swoich zadań i nie jest w stanie skutecznie bronić żydowskich osiedli przed arabskimi napaściami. Niemniej jednak, w dniu 2 listopada 1921 roku członkom Hagany udało się rozpędzić tłum Arabów w Jerozolimie. Ten niewielki sukces wynikał z wcześniejszych działań monitorowania zamierzeń arabskich w okolicy. Pozwoliło to na podjęcie odpowiednich kroków w odpowiednim czasie, dzięki czemu udało się uniknąć kolejnego pogromu. Pomimo to, nie wyciągnięto z tych doświadczeń odpowiednich lekcji, a w 1923 roku organizacje syjonistyczne ograniczyły finansowanie Hagany, dodatkowo osłabiając możliwości skutecznego działania sił samoobrony.

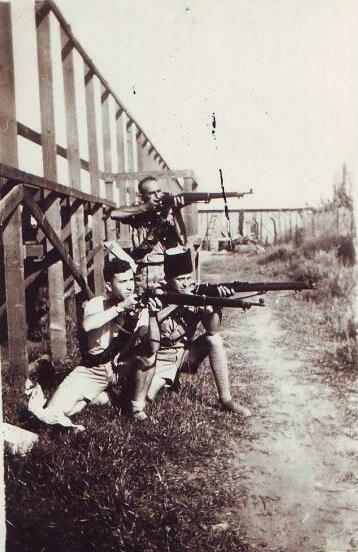
Członkowie Hagany w pobliżu Rosz ha-Ajin, 1936 r.

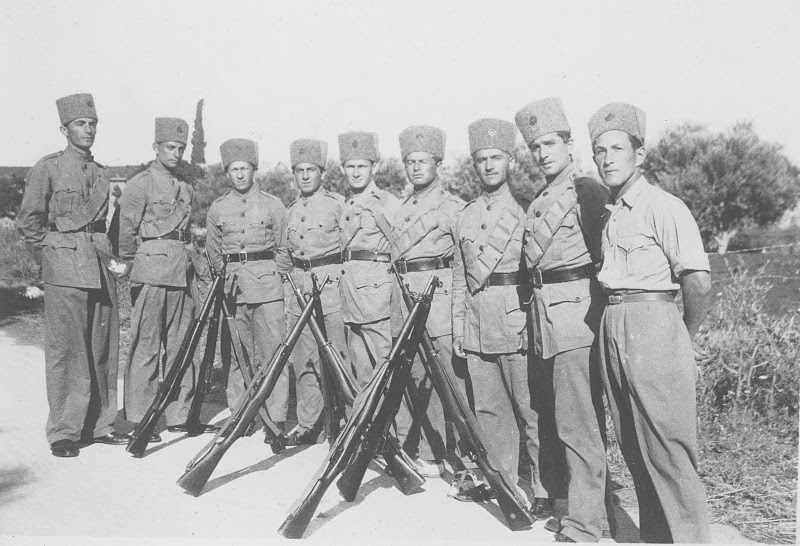
Członkowie Specjalnej Jednostki Nocnej, ok. 1938 r.

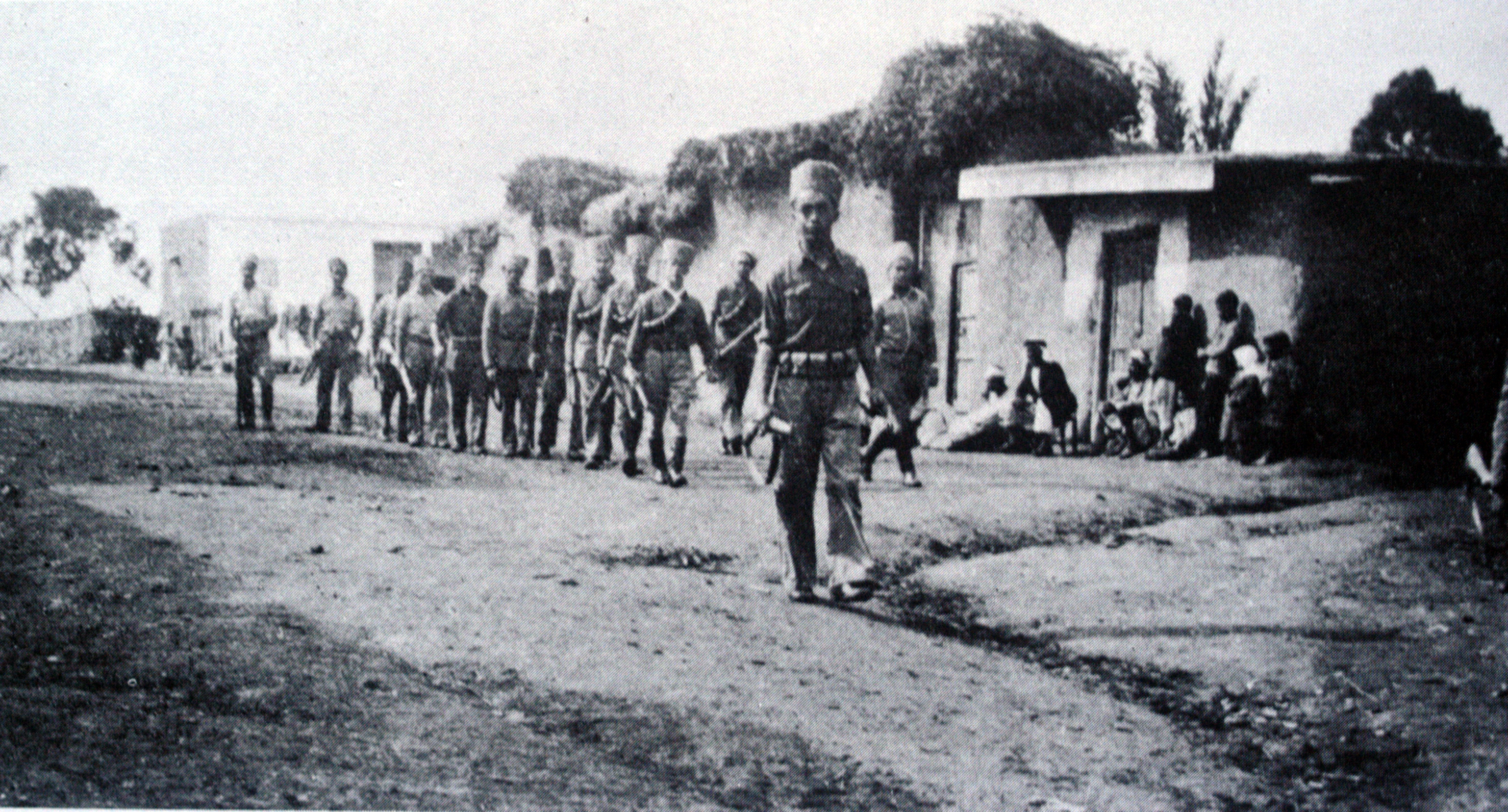
Członkowie jednostki Fosh w arabskiej wiosce Jasur, 1938

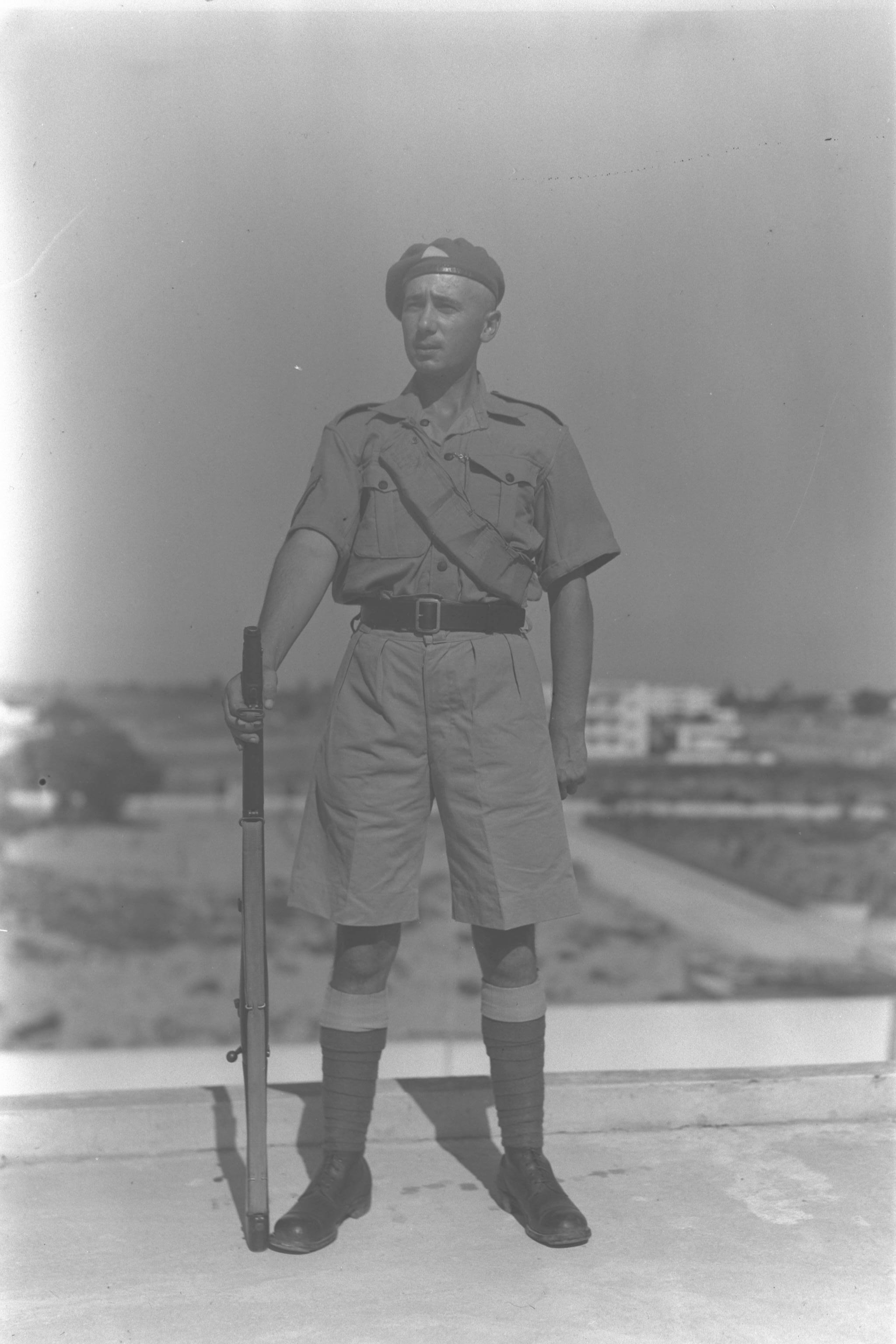
Członek Policji Żydowskich Osiedli, 1939

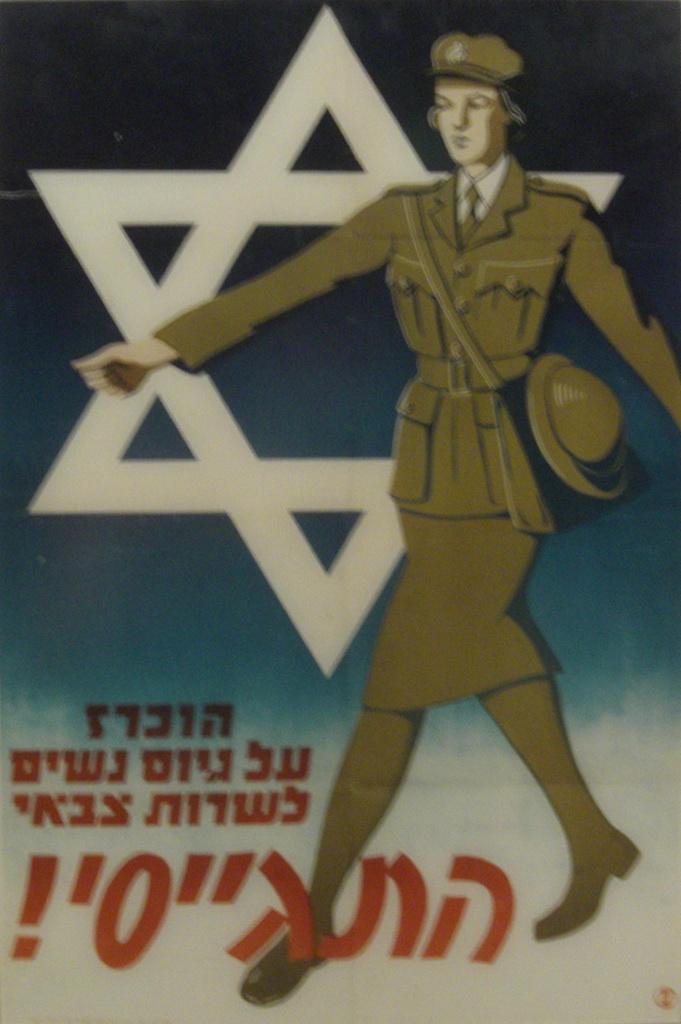
Plakat propagandowy Hagany

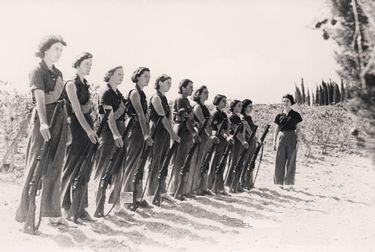
Ćwiczenia kobiecego oddziału w osadzie Miszmar ha-Emek, 1947

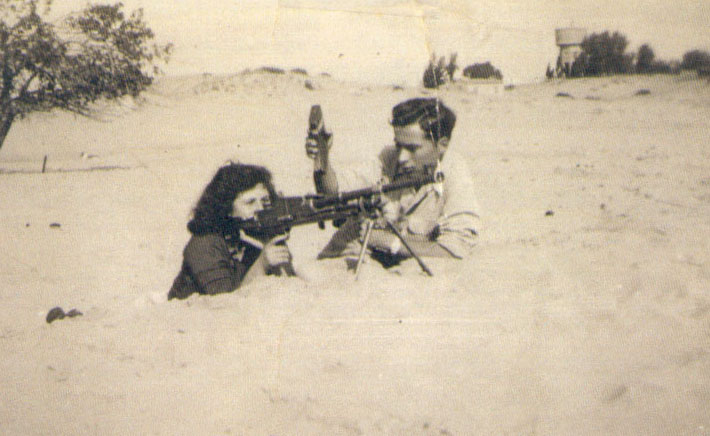
Szkolenie wojskowe Hagany, 1948

W 1929 doszło do poważnych zamieszek w Palestynie. Arabowie ponownie zaatakowali żydowskie osiedla. W pogromie w Hebronie zginęło 133 Żydów, a w pogromie w Safedzie zginęło kolejnych 18 Żydów. Arabskie rozruchy zostały powstrzymane dopiero przez brytyjskie siły wojskowe. Zdarzenia te po raz kolejny wykazały bezsilność Hagany, która cierpiała na brak ludzi i środków. Wydarzenia te, uświadomiły przywódcom społeczności żydowskiej w Palestynie, konieczność przeznaczenia większych środków na siły samoobrony i pilną potrzebę ich rozwoju. Światowa Organizacja Syjonistyczna wyraziła akceptację i Agencja Żydowska rozpoczęła finansowanie działalności Hagany. Zainicjowano program szkoleniowy prowadzony przez instruktorów. Rozpoczęto także zakupy uzbrojenia i przystąpiono do tworzenia milicji z siecią tajnych składów broni i amunicji.

### Lata 30.
Począwszy od 1930 działalność sił Hagany podporządkowano Komendzie Głównej, w skład której weszli przedstawiciele Histadrutu i cywilni reprezentacji żydowskich społeczności w Palestynie. Korporacyjnie Hagana podlegała Żydowskiej Radzie Narodowej (Wa’ad Le’ummi) i Agencji Żydowskiej, na czele której stał Dawid Ben Gurion. Pierwszym dowódcą Hagany został Elijjahu Golomb. Był on jednak zobowiązany do działalności podporządkowanej polityce ruchu syjonistycznego. Natomiast Organizacja Syjonistyczna prowadziła bardzo powściągliwą politykę wobec Brytyjczyków. Taka postawa nie podobała się niektórym radykalnym członkom Hagany z Żabotyńskim na czele. Spodziewali się oni, że będą mogli podjąć bardziej zdecydowane działania przeciwko Arabom i Brytyjczykom, którzy usiłowali powstrzymać napływ nowych żydowskich imigrantów do Palestyny. Wobec dużej powściągliwości Hagany, w 1931 odłączyli się od niej i utworzyli nową „Organizację B”, która później przyjęła nazwę Irgun.
Arabskie powstanie w Palestynie doprowadziło do zmiany taktyki Hagany. Arabskie działania były prowadzone na zasadach wojny partyzanckiej, w której uczestniczyli uzbrojeni palestyńscy Arabowie oraz ochotnicy z muzułmańskich państw arabskich. Milicje arabskie działały na terytorium całego kraju, atakując, podpalając i niszcząc żydowskie osiedla. W wielu miejscach dochodziło do napaści na żydowskie autobusy lub samochody ciężarowe, zdarzały się liczne zabójstwa. Tylko w pierwszym roku rewolty zginęło 80 Żydów. Na czele arabskiej rewolty stał wielki mufti Jerozolimy Al-Hadżdż Muhammad Amin al-Husajni. W odpowiedzi Hagana opracowała nową strategię bezpieczeństwa, która polegała na wyprowadzaniu odwetowych ataków na arabskie oddziały działające w okolicy żydowskich osiedli. Równocześnie podjęto wysiłki rekrutacji nowych członków pochodzących z Żydów służących w brytyjskiej policji mandatowej. Posiadali oni przeszkolenie wojskowe i mogli natychmiast przejść do organizacji obrony żydowskich osiedli. W 1937 przystąpiono do tworzenia jednostek łączności, które odpowiadały za organizowanie łączności radiowej pomiędzy osadami.
Brytyjskie władze mandatowe widziały, że arabska rewolta naruszyła stabilność regionu. Przywrócenie porządku wymagałoby wprowadzenia do Mandatu Palestyny dużych sił militarnych British Army, na co nie zgadzał się rząd. Dążąc do przywrócenia stabilności regionu, Brytyjczycy zgodzili się na utworzenie żydowskich sił policyjnych, które podlegałyby by brytyjskiej policji. W ten sposób powstały następujące paramilitarne formacje żydowskie:
- Policja Żydowskich Osiedli (hebr. משטרת היישובים העבריים, Miszteret ha-Jiszuwim ha-Iwrijjim) – formalnie podlegała brytyjskiej armii, która szkoliła jej członków i dostarczała uzbrojenie. W czerwcu 1936 liczyła około 1,3 tys. członków, aby do końca roku wzrosnąć do 3 tys. „rangersów”. W 1937 w dziesięciu jednostkach policji służyło 15 tys. ludzi, a w 1939 już 22 tys. ludzi. Rangersi ochraniali żydowskie osady, a także newralgiczne z punktu widzenia bezpieczeństwa miejsca kraju, takie jak np. port w Hajfie, stacje kolejowe, lotniska, mosty, stacje energetyczne i inne. Formacja ta była wykorzystywana przez Haganę do ukrywania swojej nielegalnej broni.
- Mobilna Straż (hebr. המשמר הנע, Ha-Miszmar ha-Na) – stanowiła część Policji Żydowskich Osiedli. Jej zadaniem było patrolowanie dróg, zapobieganie zasadzkom, rozbrajanie min i zapewnianie bezpieczeństwa transportów drogowych. Pod koniec 1938 formacja ta liczyła około 400 ludzi służących w 60 jednostkach.
- Specjalne Jednostki Nocne (hebr. פלוגות הלילה המיוחדות, Peluggot ha-Lajla ha-Mejuchadot) – utworzone w czerwcu 1938 przez brytyjskiego kapitana Orde Wingate’a. Ich celem było prowadzenie regularnej walki z arabskimi oddziałami napadającymi na żydowskie osady. Jednostki te przeprowadzały nocne operacje na terytorium całej Palestyny, organizując zasadzki i atakując arabskie milicje. Do tych specjalnych jednostek należeli między innymi Jigal Allon i Mosze Dajan. W styczniu 1939 Brytyjczycy nakazali rozwiązanie tych sił.

Utworzenie nowych formacji paramilitarnych przyniosło duże zmiany w skuteczności działań obronnych żydowskiego osadnictwa w Palestynie. Ich członkowie byli szkoleni przez brytyjskich oficerów, a uzbrojenie pochodziło od brytyjskiej armii. Jednostki mogły swobodnie poruszać się i prowadzić różnorodne działania, poznając zasady strategii i taktyki wojskowej. Pozwoliło to Haganie zrobić najbardziej efektywny skok w rozwoju jakościowym i ilościowym swoich sił. Wyszkoleni żołnierze stali się podstawą kadry dowódczej przyszłej izraelskiej armii.
Równocześnie dowództwo Hagany przystąpiło do reorganizacji swoich sił, które wzorem żydowskich jednostek policyjnych służących brytyjskim władzom mandatowym, zmieniły taktykę działania z defensywnej na bardziej ofensywną. Nowa strategia działania polegała na patrolowaniu okolicy żydowskich osiedli i nie czekaniu na kolejną napaść, lecz prowadzenie działalności rozpoznawczej, aby w wyprzedzającym ataku odeprzeć Arabów. W tym celu utworzono Jednostki Mobilne (hebr. הנודדות, Ha-Nodedot). Były to małe jednostki operacyjne, prowadzące nocne działania poza terenem żydowskich osiedli. Inspiratorem ich powstania był Jicchak Sade. W 1937 ewoluowały one w Kompanie Polowe (hebr. פלוגות השדה, Peluggot Sade), których działalność była zaaprobowana przez Brytyjczyków i dzięki temu mogły oficjalnie współpracować z siłami Policji Żydowskich Osiedli. Istniało 13 takich kompanii, w których służyło ogółem 1,5 tys. ludzi. Byli uzbrojeni w pistolety, karabiny Lee-Enfield i granaty ręczne. Organizowali pościgi, zasadzki i ataki na bazy oddziałów arabskich, które wcześniej uczestniczyły w napaściach na żydowskie osiedla. Często pacyfikowano wioski, stanowiące zaplecze dla arabskich milicji. Gdy w 1939 brytyjskie władze nakazały rozwiązanie tych jednostek, ich żołnierze weszli w skład podziemnego Korpusu Polowego Hagany (hebr. חיל השדה, Chel ha-Sade). Nowe jednostki sformowano w postaci batalionów, które ochraniały żydowskie osady i prowadziły działania mobilne poza ich granicami. Przez trzy miesiące istniała także jednostka specjalna (hebr. הפו”ם), która została rozwiązana po upadku arabskiej rebelii i wybuchu II wojny światowej.
W trakcie tych wszystkich wydarzeń, Hagana przeobrażała się z formacji paramilitarnej w organizację wojskową zorganizowaną na wzór armii. Wiązała się z tym konieczność stworzenia dowództwa, mogącego w pełni koordynować wszystkimi działaniami podległych mu sił. W dniu 6 września 1939 roku utworzono Sztab Generalny, który nadzorował lokalne dowództwa (Jerozolimy, Tel Awiwu i Hajfy) w celu organizacji i prowadzenia działalności operacyjnej Hagany. Głównym dowódcą został Ja’akow Dori. W tym samym roku utworzono Główną Bazę Szkoleniową (hebr. לה”ד), która koordynowała kursy szkoleniowe dowódców i żołnierzy, oraz formowała jednolitą doktrynę wojskową organizacji. Wydawała również instrukcje na temat metod prowadzenia walki i użycia broni. Równocześnie przystąpiono do reorganizacji jednostek łączności, które poza utrzymywaniem łączności radiowej pomiędzy żydowskimi osadami, otrzymały teraz zadanie utrzymywania łączności pomiędzy jednostkami operacyjnymi Hagany. Przystąpiono także do tworzenia jednolitej służby wywiadowczej Hagany, która powstała w 1940 roku.

### lata 40.
Podczas II wojny światowej, na wiosnę 1941 roku siły brytyjskie w Egipcie znalazły się w bardzo poważnym zagrożeniu ze strony niemieckiego korpusu ekspedycyjnego Afrika Korps generała Erwina Rommla, który prowadził natarcie w Afryce Północnej w kierunku Kanału Sueskiego. W przypadku brytyjskiej porażki Niemcy mogliby z łatwością wkroczyć do Palestyny i połączyć swoje siły z francuskimi siłami Vichy w Libanie i Syrii. Brytyjczycy doszli do wniosku, że sytuacja zmusza ich do rozpoczęcia ścisłej współpracy ze społecznością żydowską w Mandacie Palestyny i nawiązali kontakty z Haganą, aby prowadzić działania przeciwko wspólnemu wrogowi – hitlerowskim Niemcom. Współpraca ta wyrażała się na kilku poziomach działania:
- Palmach (hebr. פלוגות מחץ, Peluggot Machac) – w dniu 15 maja 1941 roku utworzono kompanie szturmowe Palmach, których zadaniem miało być prowadzenie wojny partyzanckiej w przypadku zajęcia Palestyny przez wojska niemieckie. Ze względu na trudności budżetowe, sfinansowano nabór jedynie 300 członków, którzy przeszli profesjonalne szkolenie brytyjskich sił specjalnych. Brytyjczycy utworzyli w kibucu Miszmar ha-Emek szkołę dla dywersantów, przez którą przewinęła się większość żołnierzy Palmach. Pierwszą akcję przeprowadzono już 18 maja 1941 roku. Grupa 23 żołnierzy dowodzonych przez brytyjskiego oficera przepłynęło łodzią na terytorium Libanu z zadaniem ataku rafinerii. Misja zakończyła się niepowodzeniem. W następnych miesiącach żołnierze Palmach prowadzili akcje przeciwko Arabom zajmującym się szpiegowaniem i sabotażem na rzecz Niemców. Gdy w listopadzie 1942 roku zagrożenie niemieckie w Afryce Północnej zmalało, Brytyjczycy uznali, że nie potrzebują już dalszej współpracy z Haganą i wstrzymali finansowanie Palmach. W celu utrzymania istniejących sześciu kompanii szturmowych, Hagana podjęła decyzję o podzieleniu ich między kibucami w celu rozwijania szkolenia wojskowego innych członków swojej organizacji.
- Dwieście dni grozy (hebr. מאתיים ימי חרדה) – to okres niepokoju społeczności żydowskiej w Palestynie i strachu przed możliwą niemiecką inwazją. W okresie tym Sztab Generalny Hagany przygotowywał plan kompleksowej obrony Palestyny. Plan ten został nazwany Massada na Karmelu (hebr. מצדה על הכרמל). Przewidywał on ewakuację ludności żydowskiej na północ kraju i utworzenie linii obronnej przebiegającej od Hajfy przez Dolinę Jezreel do Bet Sze’an. System zwartych fortyfikacji obronnych powstał na górze Karmel.
- Rekrutacja do brytyjskiej armii – przywódcy społeczności żydowskiej udzielili poparcia i zachęcali palestyńskich Żydów do zaciągania się do brytyjskiej armii. Podczas wojny zaciągnęło się 30 tys. palestyńskich Żydów, w tym około 4 tys. kobiet. Pierwsi żydowscy rekruci służyli w jednostkach obrony przeciwlotniczej i w ochronie portów, lotnisk oraz rafinerii położonych w Palestynie. Na przełomie 1939–1940 sformowano trzy jednostki artylerii broniące Mandatu Palestyny. We wrześniu 1940 zorganizowano bataliony piechoty, które wzięły udział w walkach w Grecji w kwietniu 1941 roku. 6 sierpnia 1942 roku Brytyjczycy sformowali Palestinian Regiment złożony z trzech żydowskich batalionów piechoty i jednego arabskiego. 28 września został on przydzielony do Królewskiego Pułku East Kent (The Buffs). Palestinian Regiment został użyty do służby ochronnej i wartowniczej na obszarze Egiptu, a następnie w Cyrenajce. Żołnierze żydowscy domagali się jednak udziału w walce z Niemcami pod własną flagą. Z tego powodu 3 lipca 1944 roku powstała Brygada Żydowska, która w ramach 8 Armii Brytyjskiej wzięła udział w kampanii włoskiej. Legion Żydowski liczył 5 tys. żołnierzy. Po zakończeniu wojny żołnierze ci powrócili do Palestyny, podnosząc umiejętności wojskowe Hagany[6].
- Sezon polowań – okres wojny przyniósł wzmocnienie nadziei, że Brytyjczycy zmienią swoją politykę wobec żydowskiego osadnictwa w Palestynie, co doprowadziło, że Hagana wezwała radykalne żydowskie organizacje Irgun i Lechi do wstrzymania antybrytyjskich działań i rozpoczęcia współpracy z nimi. Pod koniec 1944 roku Awraham Stern rozpoczął ataki na brytyjskie instalacje wojskowe. W rezultacie Hagana przekazała Brytyjczykom informacje o około 700 członkach Irgunu i Lehi, co przyczyniło się do ich aresztowania i osadzenia w więzieniach. W proteście przeciwko takim praktykom ustąpili ze swoich stanowisk Jehuda Fishman-Maimon i Icchak Greenboim[3].

### Lata 1945–1947
Po zakończeniu wojny Hagana utrzymywała współpracę z brytyjskimi władzami mandatowymi, prowadząc jednocześnie coraz szerszą działalność podziemną. Koncentrowała się ona przede wszystkim na gromadzeniu broni i realizacji działań szkoleniowych zmierzających do utworzenia armii żydowskiej. W latach 1945–1948 Hagana zintensyfikowała także swoją działalność na rzecz organizacji nielegalnej imigracji ocalonych z Holocaustu europejskich Żydów. Zorganizowano rejsy 64 statków, dzięki czemu do Palestyny dotarło ponad 70 tys. osób. Hagana wysyłała swoich emisariuszy do obozów uchodźców i wysiedleńców na terenie całej Europy. Również żołnierze Brygady Żydowskiej pomagali ruchowi nielegalnych imigrantów żydowskich do Ziemi Izraela. Równolegle udzielano pomocy szkoleniowej w organizacji zalążków obrony społeczności żydowskich istniejących w państwach arabskich (Egipt, Irak, Libia i Syria). Wszystkich Żydów zachęcano do emigracji do Palestyny. Emisariusze Hagany odegrali znaczącą rolę w zakupach uzbrojenia oraz amunicji w Europie i Stanach Zjednoczonych. Następnie zakupiona broń była przemycana do Palestyny. Bardzo ważną rolę odgrywały tworzone przez Haganę podziemne warsztaty produkujące broń i amunicję. Przez cały ten czas przywódcy polityczni ruchu syjonistycznego wpływali bardzo mocno na działalność organizacji. Wywiad Hagany poza gromadzeniem informacji o zamiarach arabskich względem Palestyny, prowadził szeroką działalność wywiadowczą przeciwko członkom Irgunu i Lehi, ale także przeciwko całej opozycji nie akceptującej kierownictwa Agencji Żydowskiej. Dawid Ben Gurion do lipca 1945 roku powstrzymywał siły Hagany przed akcjami wymierzonymi w brytyjskie władze mandatowe. Współpraca zakończyła się, gdy nowy brytyjski premier Clement Richard Attlee zapowiedział, iż rząd Jej Królewskiej Mości nie zamierza zmienić swojej polityki odnośnie do kwestii imigracji żydowskiej do Palestyny. W tej sytuacji przywódcy społeczności żydowskiej w Palestynie podjęli decyzję o rezygnacji z dalszego utrzymywania zawieszenia broni z brytyjskimi władzami mandatowymi, które w coraz większym stopniu utrudniały napływ nowej imigracji do Ziemi Izraela. Ostatecznie w dniu 23 września 1945 Hagana zerwała jakąkolwiek współpracę z Brytyjczykami.
Rozczarowanie działaniami nowego powojennego brytyjskiego rządu przyniosło intensyfikację żydowskiego ruchu oporu. W tym celu Hagana nawiązała współpracę z Irgunem i Lehi, tworząc jednolity front walki przeciwko Brytyjczykom w Palestynie. W latach 1945–1946 przeprowadzono jedenaście dużych operacji, z czego osiem przeprowadził Palmach, a trzy Irgun z Lehi. Z najważniejszych operacji można wymienić:
- 10 października 1945 – atak Palmachu na brytyjski obóz dla internowanych w Atlit. Uwolniono 208 żydowskich imigrantów[8].
- 1 listopada 1945 – wspólna akcja Hagany, Irgunu i Lehi wymierzona w linie kolejowe (135 miejsc), oraz atak na port Hajfa i stację kolejową Lod.
- 23 stycznia 1946 – Hagana zaatakowała posterunki brytyjskiej policji w Kefar Witkin i Szefaram.
- 25 stycznia 1946 – Hagana zaatakowała trzy brytyjskie lotniska – w Kfar Syrkin zniszczono 6 samolotów, w Lod zniszczono 11 samolotów, w Kastina zniszczono 20 samolotów.
- 17 czerwca 1946 – Hagana zniszczyła 11 mostów łączących Palestynę z sąsiednimi państwami.

W odpowiedzi, władze brytyjskie przeprowadziły 29 czerwca 1946 roku operację aresztowania wielu członków żydowskiego podziemia. Akcja przeszła do historii pod nazwą „Czarnego piątku”. Hagana przygotowywała wiele kolejnych ataków terrorystycznych, jednak interwencja Chaima Weizmana je powstrzymała. W proteście ze swoich stanowisk ustąpiło kilku wysokich oficerów. Nie wpłynęło to jednak na decyzje dowództwa, i w następnych miesiącach Hagana realizowała już tylko zadania dozbrajania i szkolenia personelu wojskowego. Poboczną działalnością było kontynuowanie organizacji nielegalnej imigracji. Natomiast Irgun i Legi kontynuowały odrębną walkę z Brytyjczykami. Punktem zwrotnym dla społeczności żydowskiej w Palestynie stało się przemówienie wygłoszone w grudniu 1946 przez Dawida Ben Guriona na XXII Kongresie Syjonistycznym. W jego trakcie padło zasadnicze pytanie dla dalszej dyskusji: „Kto jest wrogiem?” Do tej pory uważano, że wrogiem są zarówno Brytyjczycy i Arabowie. Teraz postanowiono, że najważniejszym wrogiem są Arabowie i na walkę z nimi postanowiono przeznaczyć największe siły.
Pod względem militarnym Hagana stanowiła zalążek żydowskiej armii. Sztab Generalny posiadał własne służby wywiadowcze i sprawnie działającą łączność. Systematycznie tworzono jednostki bojowe, w skład których wchodzili żydowscy żołnierze zdemobilizowani z brytyjskiej armii. Dużym wzmocnieniem okazali się także żydowscy dezerterzy z Armii Polskiej na Wschodzie. Siły wojskowe dzieliły się na dwie główne części:
1. Korpus Polowy (hebr. חיל השדה, Chel ha-Sade) – tworzony stopniowo począwszy od 1939. W jego skład wchodzili dobrze wyszkoleni i uzbrojeni żołnierze. Ogółem istniało 45 kompanii z około 6 tys. żołnierzy. Oddziały opierały się na zasadzie terytorialności i były pozbawione jednolitego dowództwa. Były one na stałe przydzielone do danego rejonu kraju. Elitarne siły Palmach liczyły około 2 tys. najlepiej wyszkolonych i doświadczonych żołnierzy. Była to jedyna jednostka nieterytorialna i w pełni zmilitaryzowana.
2. Straż (hebr. חיל המשמר, Chel ha-Miszmar) – utworzona w 1939 i licząca około 20 tys. członków (mężczyzn i kobiet w wieku od 35 do 50 lat), służących w obronie terytorialnej swoich osiedli. Każda osada posiadała swojego dowódcę obrony. Czasami kilka pobliskich osad tworzyło jedną jednostkę Straży. Gdy zachodziła potrzeba, do służby mobilizowani byli prawie wszyscy mężczyźni zdolni do noszenia broni. Poza gminami wiejskimi istniały także większe jednostki broniące żydowskich osiedli w miastach: Jerozolimie (1 700 ludzi), Hajfie (1 800) i Tel Awiwie (2 800). Szkolenia odbywały się przede wszystkim podczas lata i obejmowały podstawową znajomość obsługi karabinów i granatów ręcznych.
3. Dodatkowo dowództwo Hagany przystąpiło do formowania batalionów młodzieżowych, w skład których wchodzili ochotnicy z żydowskiej młodzieży w wieku od około 17 lat.

Siły Korpusu Polowego zostały podzielone na sześć okręgów, w tym trzy miejskie: (1) Hajfy, (2) Tel Awiwu i (3) Jerozolimy, oraz trzy obejmujące pozostałą część kraju: (4) Północny, (5) Centralny i (6) Południowy. Poza dowództwem Hagany pozostawały siły żydowskiej policji podległej brytyjskim władzom mandatowym. Dodatkowo wielu Żydów służyło w jednostkach pomocniczych brytyjskiej armii i policji. W rzeczywistości większość z tych ludzi utrzymywało potajemnie kontakty z Haganą.
Największym problemem Hagany było niedostateczne wyszkolenie wojskowe swoich członków oraz brak kadry oficerskiej. Aby sprostać temu wyzwaniu, organizowano regularne kursy szkoleniowe. Jednak przekazywana na nich wiedza pochodziła od innych członków organizacji, którzy w większości zdobywali swoje doświadczenie podczas niewielkich starć z nieregularnymi milicjami arabskimi i w trakcie działań o charakterze partyzanckim. Brakowało szkolenia z zakresu regularnych działań wojskowych. Dotyczyło to także kursów szkoleniowych dla dowódców, których jedynym zapleczem byli weterani Brygady Żydowskiej. Byli to jednak wyłącznie podoficerowie i brak było oficerów wyższych stopniem. Poza tym, Dawid Ben Gurion prowadził politykę promującą jedynie dawnych długotrwałych członków Hagany, co w wielu przypadkach eliminowało dobrze zapowiadających się dowódców polowych. Poważnym problemem był także brak jednolitego dowództwa. Większość sił polowych była jednostkami terytorialnymi, podległymi lokalnym społecznościom żydowskim, które je utrzymywały i finansowały zakup uzbrojenia. Z tego powodu, gdy zachodziła potrzeba użycia sił w innym obszarze, zdarzało się, że dowództwo spotykało się z odmową ze strony lokalnych przywódców. Ten sam problem istniał w zakresie uzbrojenia, którego duża część należała do lokalnych wspólnot. Na przykład na 10 tys. karabinów, aż 8700 nie należało do Naczelnego Dowództwa. Z 1900 pistoletów maszynowych, tylko 560 należało do dowództwa. Sytuacja lepiej wyglądała z cięższym uzbrojeniem. Na 186 ciężkich karabinów maszynowych tylko 31 należało do lokalnych wspólnot, natomiast wszystkie moździerze (672 moździerze 2-calowe i 96 3-calowe) należały do dowództwa. Całkowicie brakowało czołgów, transporterów opancerzonych, artylerii, dział przeciwpancernych i przeciwlotniczych. Zapasy paliwa, lekarstw i materiałów opatrunkowych tworzono zupełnie od podstaw.
W 1946 roku dowództwo Hagany opracowało strategiczny plan działań „Plan Maj”, który opierał się na założeniu, że społeczność żydowska spotka się z zagrożeniem podobnym do rozruchów arabskich z lat 1936–1939. Nie brano przy tym możliwości wybuchu wojny z sąsiednimi państwami arabskimi. Plan zakładał budowę fortyfikacji obronnych wokół żydowskich osiedli. W październiku 1946 zrealizowano plan budowy jedenastu osiedli na pustyni Negew. Celem było rozszerzenie granic przyszłego państwa żydowskiego. Powstała w ten sposób sieć ufortyfikowanych osiedli, która przyjęła na siebie impet natarcia arabskich armii, spowalniając ich natarcie i osłabiając potencjał militarny. Dowództwo Hagany zamierzało przekształcić swoją organizację w regularną armię. Zamierzano to uczynić poprzez przekształcenie Korpusu Polowego w regularne jednostki bojowe, pozostawiając siły Straży do obrony lokalnych społeczności. Jednostki polowe miały przyjąć kształt mobilnych brygad, działających na terytorium całego kraju. Miała to być rewolucyjna zmiana dla Hagany, która do tej pory posiadała jedynie kompanie. Wiązał się z tym problem braku dowódców, posiadających zdolności i umiejętności dowodzenia tak dużymi związkami taktycznymi. Konsekwencje tego płacono podczas pierwszej wojny.
W dniu 29 listopada 1947 roku Zgromadzenie Ogólne ONZ przyjęło rezolucję nr 181 w sprawie rozwiązania konfliktu arabsko-żydowskiego w Palestynie, poprzez utworzenie dwóch państw: arabskiego i żydowskiego. Przywódcy społeczności żydowskiej zaakceptowali plan podziału Palestyny, chociaż wyrażali swoje niezadowolenie z umieszczenia Jerozolimy i Betlejem w międzynarodowej strefie pozostającej pod administracją ONZ. Zaproponowany obszar państwa żydowskiego przyjęli jako „niezbędne minimum”, i bez zgłaszania zastrzeżeń rozpoczęli przygotowania do utworzenia własnego państwa. Natomiast społeczność arabska sprzeciwiła się rezolucji 181, twierdząc, że narusza ona prawa większości mieszkańców Palestyny. Arabowie postrzegali plan podziału Palestyny jako niesprawiedliwy, ponieważ oddawał większość terytorium państwa w ręce stanowiącej mniejszość społeczności żydowskiej. Ich niezadowolenie było wzmacniane przez arabski nacjonalizm panarabizmu. W rezultacie, już 30 listopada 1947 roku doszło do pierwszego aktu przemocy, który został uznany za pierwszy akt wojny domowej w Mandacie Palestyny. Arabowie rozpoczęli kampanię ataków na żydowską komunikację pomiędzy osiedlami żydowskimi. Kolejne zabójstwa, akty rozboju i podpalenia, pociągały za sobą akcje odwetowe Hagany, Irgunu i Lehi. Liczba ofiar po obu stronach konfliktu zaczęła gwałtownie rosnąć. W grudniu 1947 i styczniu 1948 roku zginęło prawie 1000 osób, a ponad 2000 zostało rannych. Liczby te odpowiadały 100 ofiarom śmiertelnym tygodniowo.

### Armia Hagany

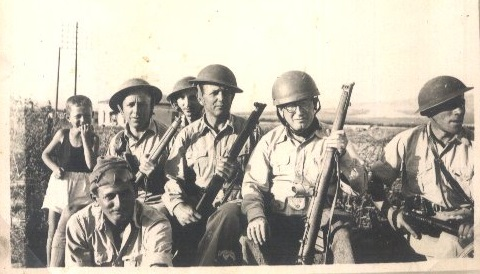
Żołnierze Hagany, 1948

W listopadzie 1947 Dawid Ben Gurion zdawał sobie sprawę z realnego niebezpieczeństwa agresji sąsiednich państw arabskich i w związku z tym wydał Rozkaz o Strukturze Narodowej, który tworzył regularne dywizje (w rzeczywistości były to brygady), w skład których mieli wejść weterani wcześniejszych walk. Powstały w ten sposób:
- Dywizja Północna – rejon Hajfy i Doliny Jezreel;
- Dywizja Galilei – rejon Galilei i Samarii;
- Dywizja Południowa – rejon Tel Awiwu (odbywało się tutaj szkolenie wszystkich wojsk) i pustyni Negew;
- Dywizja Jerozolimy – rejon Jerozolimy, Gusz Ecjon i Judei.

Niemal równocześnie zmieniono strukturę najwyższego dowództwa. Na czele sił Hagany stał Sztab Generalny z Szefem Sztabu Generalnego. Odpowiadał on bezpośrednio przed przywódcą Narodowego Dowództwa, i podlegały mu Oddział Sztabu Generalnego (planowanie, dowodzenie operacjami i wywiad), Oddział Administracyjny oraz Oddział Finansowy. W lipcu 1947 utworzono Gwardię Narodową, a w listopadzie utworzono zalążek izraelskich sił powietrznych (Szerut Awir). Początkowo było to kilkanaście lekkich samolotów wypożyczonych z żydowskich linii lotniczych „Awiron”, na których latało jedenastu pilotów. Sztabowi Generalnemu podlegała także oddzielna Kwatera Główna Palmach. Nierozwiązany pozostawał jednak problem braku wykwalifikowanych oficerów, którzy umieliby zaszczepić porządek i poprowadzić odpowiednie szkolenia wojskowe. W oddziałach nagminnie naruszano dyscyplinę, występowały braki w aprowizacji i zupełnie brakowało transportu oraz komunikacji.
W dniu 5 grudnia 1947 ogłoszono Rozkaz Mobilizacyjny, na mocy którego tworzono specjalne komitety mobilizacyjne. Ogłoszono w ten sposób obowiązkowy pobór do wojska wszystkich mężczyzn i kobiet w wieku od 15 do 25 roku życia. Dzięki temu siły Hagany do marca 1948 uzyskały dodatkowych 21 tys. rekrutów. Następnie, w dniu 30 marca rozszerzono grupę wiekową osób powołanych do wojska na mężczyzn i kobiety w wieku od 26 do 35 roku życia. Pięć dni później ogłoszono powszechną mobilizację wszystkich ludzi poniżej 40 roku życia. Podjęto także działania zmierzające do rozbudowy warsztatów produkujących broń i zwiększono starania na rzecz zakupu zagranicznego uzbrojenia. W połowie grudnia 1947 nawiązano pierwsze kontakty z rządem Czechosłowacji. W styczniu 1948 zakupiono w ten sposób 4500 karabinów, 200 karabinów maszynowych i 5 milionów naboi. Krótko potem uzyskano kolejne 10000 karabinów, 500 sztuk broni maszynowej i 12 milionów naboi, przeznaczonych wstępnie dla Syrii. Pierwszy transport dotarł drogą morską do Tel Awiwu na przełomie marca i kwietnia 1948.
W lutym 1948 roku przeprowadzono reorganizację sił Hagany, tworząc podział na brygady:
- 1 Brygada Golani – powstała 22 lutego 1948 z zadaniem obrony rejonu miasta Tyberiady i Doliny Jordanu. Dowódcą został płk Mosze Mann. Pod jego rozkazami było 3573 żołnierzy.
  - 12 Batalion – powstał 22 lutego 1948 z zadaniem obrony Tyberiady i okolicznych kibuców. W skład batalionu weszli weterani Specjalnych Jednostek Nocnych i Straży z okolicznych osad.
  - 13 Batalion – powstał w połowie marca 1948 z zadaniem obrony rejonu Bet Sze’an. W skład batalionu weszli wolontariusze z okolicznych osad.
  - 14 Batalion – powstał w grudniu 1947 z zadaniem obrony Doliny Jezreel.
  - 15 Batalion – powstał w maju 1948 z zadaniem obrony rejonu Migdal.
- 2 Brygada Karmeli – powstała 28 lutego 1948 z zadaniem obrony rejonu miast Hajfa i Afula z Doliną Jezreel. Dowódcą został płk Mosze Carmel. Pod jego rozkazami było 2238 żołnierzy.
  - 21 Batalion – powstał w grudniu 1947 z zadaniem ochrony linii komunikacyjnych w Galilei, potem przejął obronę rejonu Dżaninu. W skład batalionu weszli rekruci z Hajfy.
  - 22 Batalion – powstał w grudniu 1947 z zadaniem obrony rejonu Hajfy. W skład batalionu weszli studenci z uczelni Technion.
  - 23 Batalion – powstał w grudniu 1947 z zadaniem obrony rejonu Afuli.
  - 24 Batalion – powstał w grudniu 1947 z zadaniem obrony osiedli położonych wokół Hajfy.
- 3 Brygada Aleksandroni – powstała 1 grudnia 1947 z zadaniem obrony rejonu Netanji. Dowódcą był Dan Stone. Pod jego rozkazami było 3588 żołnierzy.
  - 31 Batalion – powstał w grudniu 1947 z zadaniem ochrony linii komunikacyjnych w rejonie Netanji i Hadery. W skład batalionu weszli weterani z okolicznych osad.
  - 32 Batalion – powstał w grudniu 1947 z zadaniem ochrony linii komunikacyjnych w rejonie Petach Tikwa i Ramat ha-Szaron. W skład batalionu weszli wolontariusze z miast.
  - 33 Batalion – powstał w grudniu 1947 z zadaniem obrony od wschodu zespołu miejskiego Gusz Dan. W skład batalionu weszli weterani z tych miast.
  - 34 Batalion – powstał w maju 1948 jako batalion wsparcia brygady. W skład batalionu wszedł zespół obozu szkoleniowego Hagany.
  - 37 Batalion – powstał w czerwcu 1948. W skład batalionu weszli byli członkowie Irgunu.
- 4 Brygada Kirjati – powstała 22 lutego 1948 z zadaniem obrony rejonu Tel Awiwu. Służyło w niej 2504 żołnierzy.
  - 42 Batalion – powstał w grudniu 1947 z zadaniem obrony Tel Awiwu od wschodu. W skład batalionu weszli weterani z miasta.
  - 43 Batalion – powstał w grudniu 1947 z zadaniem obrony Tel Awiwu od południa. W skład batalionu weszli członkowie batalionów pracy.
  - 44 Batalion – powstał w grudniu 1947 z zadaniem obrony Tel Awiwu od wschodu. W skład batalionu weszli rekruci z miasta.
- 5 Brygada Giwati – powstała 22 lutego 1948 z zadaniem obrony rejonu miasta Aszkelon. Dowódcą był Szimon Awidan. Pod jego rozkazami było 3229 żołnierzy.
  - 51 Batalion – powstał latem 1947 z zadaniem ochrony linii komunikacyjnych w rejonie Bat Jam i Holon. W skład batalionu weszli weterani z miast.
  - 52 Batalion – powstał w listopadzie 1947 z zadaniem obrony linii Niccanim, Kefar Urijja, Gezer. W skład batalionu weszli weterani z miast.
  - 53 Batalion – powstał w listopadzie 1947 z zadaniem obrony rejonu Jafy. W skład batalionu weszli brytyjscy weterani wojskowi.
  - 54 Batalion – powstał w listopadzie 1947 z zadaniem wsparcia obrony różnych sektorów Tel Awiwu. W skład batalionu weszli weterani z miasta.
  - 55 Batalion – powstał w maju 1948 jako batalion szkoleniowy dla dowódców.
  - 56 Batalion – powstał w maju 1948 z zadaniem obrony południowego frontu. (Był to tymczasowy batalion, utworzony z żołnierzy Brygady Kirjati, których przeniesiono w ramach posiłków na południe.)
  - 57 Batalion – powstał w czerwcu 1948. W skład batalionu weszli byli członkowie Irgunu.
- 6 Brygada Ecjoni – powstała w listopadzie 1947 roku z zadaniem obrony rejonu Jerozolimy. Dowódcą był Jisra’el Amir, zastąpiony w styczniu przez Dawida Sze’alti’ela.
  - 61 Batalion – powstał w grudniu 1947 roku z zadaniem działań obronnych wewnątrz miasta Jerozolimy. W skład batalionu weszli weterani z miasta oraz studenci z Uniwersytetu Hebrajskiego.
  - 62 Batalion – powstał w marcu 1948 roku z zadaniem obrony linii komunikacyjnej łączącej Jerozolimę z Tel Awiwem.
  - 63 Batalion – powstał w grudniu 1947 roku z zadaniem działań obronnych wewnątrz miasta Jerozolimy.

W kwietniu 1948 siły Palmach sformowano w sześciu batalionach, które następnie zgrupowano w trzech brygadach. Zostały one rozlokowane w następujący sposób:
- 10 Brygada „Harel” – powstała 16 kwietnia 1948 roku z zadaniem prowadzenia działalności w rejonie Jerozolimy.
  - 4 Batalion – ochraniał konwoje do Jerozolimy.
  - 5 Batalion – ochraniał konwoje do Jerozolimy.
  - 6 Batalion – wspierał obronę Jerozolimy.
- 11 Brygada Jiftach – powstała pod koniec kwietnia 1948 z zadaniem wspierania obrony Galilei.
  - 1 Batalion – prowadził działalność w rejonie Hajfy, Doliny Jezreel i Bet Sze’an.
  - 2 Batalion – na początku wojny wspierał działania obronne na pustyni Negew.
  - 3 Batalion – prowadził działalność w Galilei.
- 12 Brygada Negew – powstała w marcu 1948 z zadaniem wspierania działań obronnych na pustyni Negew.
  - 7 Batalion
  - 8 Batalion
  - 9 Batalion

Już po rozpoczęciu wojny o niepodległość sformowano dodatkowo:
- 7 Brygada Pancerna – powstała 16 maja 1948 z zadaniem otworzenia linii komunikacyjnej z Jerozolimą. Dowódcą został Szlomo Shamir.
  - 71 Batalion – był w rzeczywistości batalionem piechoty zmotoryzowanej. W skład batalionu weszli brytyjscy weterani wojenni oraz zagraniczni wolontariusze.
  - 72 Batalion
  - 73 Batalion – w skład batalionu weszli nowi imigranci oraz żołnierze przeniesieni z innych jednostek, zwłaszcza Palmach.
- 8 Brygada Pancerna – powstała 24 maja 1948 z zadaniem otworzenia linii komunikacyjnej z Jerozolimą. Dowódcą został Jicchak Sade.
  - 82 Batalion – jedyny izraelski batalion uzbrojony w czołgi.
  - 88 Batalion
  - 89 Batalion
- 9 Brygada Oded – powstała w maju 1948 z zadaniem obrony rejonu Hajfy. Dowódcą został Avraham Joffe.
  - 11 Batalion – powstał w listopadzie 1947 z zadaniem obrony Hajfy. W skład batalionu weszli wolontariusze z miasta.
  - 91 Batalion – powstał w czerwcu 1948. W skład batalionu weszli wolontariusze z Galilei.
  - 93 Batalion – powstał w czerwcu 1948. W skład batalionu weszli żołnierze z krajowego ośrodka szkoleniowego. Stanowił on odwód rezerwowy dla 11 Batalionu.

### Siły Obronne Izraela
W dniu 28 maja 1948 rząd nowo powstałego państwa Izrael wydał rozkaz powołujący do życia izraelską armię – Siły Obronne Izraela (Cewa Hagana le-Jisra’el, w skrócie Cahal), do których miały przystąpić wszystkie żydowskie grupy zbrojne walczące w Palestynie. W ten sposób Hagana została przekształcona w Siły Obronne Izraela. Ostatnim dowódcą Hagany był Jisra’el Galili.